# Tu príncipe
"Tu Príncipe" es una canción de Daddy Yankee de su álbum Barrio Fino en colaboración con Zion y Lennox.
| Listas (2006)                  | Máxima posición |
| ------------------------------ | --------------- |
| Chile (Top 20)                 | 19              |
| Billboard Hot Latin Songs      | 35              |
| Billboard Latin Rhythm Airplay | 17              |